# Коржов, Владислав Иванович
Владислав Иванович Коржов — советский хозяйственный, государственный и политический деятель.

## Биография
Родился в 1932 году. Член КПСС.
С 1952 года — на хозяйственной, общественной и политической работе. В 1952—1992 гг. — курсант Калининградского высшего Военно-морского училища, военнослужащий на кораблях Северного флота, заместитель командира, командир корабля-плавбазы самолётов «Аэронавт», инженер в конструкторском отделе Ленинградского научно-исследовательского радиотехнического института, секретарь парткома института и опытного завода, главный инженер опытного завода, секретарь, первый секретарь Смольнинского райкома КПСС, заведующий отделом пропаганды и агитации Ленинградского обкома КПСС, председатель Ленинградского областного Совета профсоюзов.
Лауреат Государственной премии СССР (1979).
Делегат XXVI съезда КПСС и XIX партконференции.
Умер в Санкт-Петербурге в 2011 году.